# 29618 Jinandrew
29618 Jinandrew è un asteroide della fascia principale. Scoperto nel 1998, presenta un'orbita caratterizzata da un semiasse maggiore pari a 2,2080970 UA e da un'eccentricità di 0,1185417, inclinata di 5,86589° rispetto all'eclittica.